# Janowski Potok (dopływ Słopniczanki)
Janowski Potok – potok, lewy dopływ rzeki Słopniczanka. Na mapie Geoportalu ma nazwę także Janoski Potok. Wypływa w porośniętym lasem leju źródliskowym na wysokości około 535 m w należącym do wsi Słopnice osiedlu Zagrody. Spływa w kierunku wschodnim i na wysokości 470 m uchodzi do Słopniczanki w odległości 290 m na północ od miejsca ujścia potoku Mogielica.
Janowski Potok wypływa na wschód od Świerczka w Beskidzie Wyspowym. Brzegi jego koryta na całej długości porośnięte są drzewami. Zlewnia to głównie niezabudowane obszary pól uprawnych, zabudowana jest tylko jej dolna część. Deniwelacja potoku wynosi 65 m, średni spadek 5%. Nie ma żadnego dopływu.
Cała zlewnia Janowskiego Potoku znajduje się w Słopnicach w województwie małopolskim, w powiecie limanowskim, w gminie Słopnice.
Siedziba gminy Słopnice.